# Eutiner Schloss

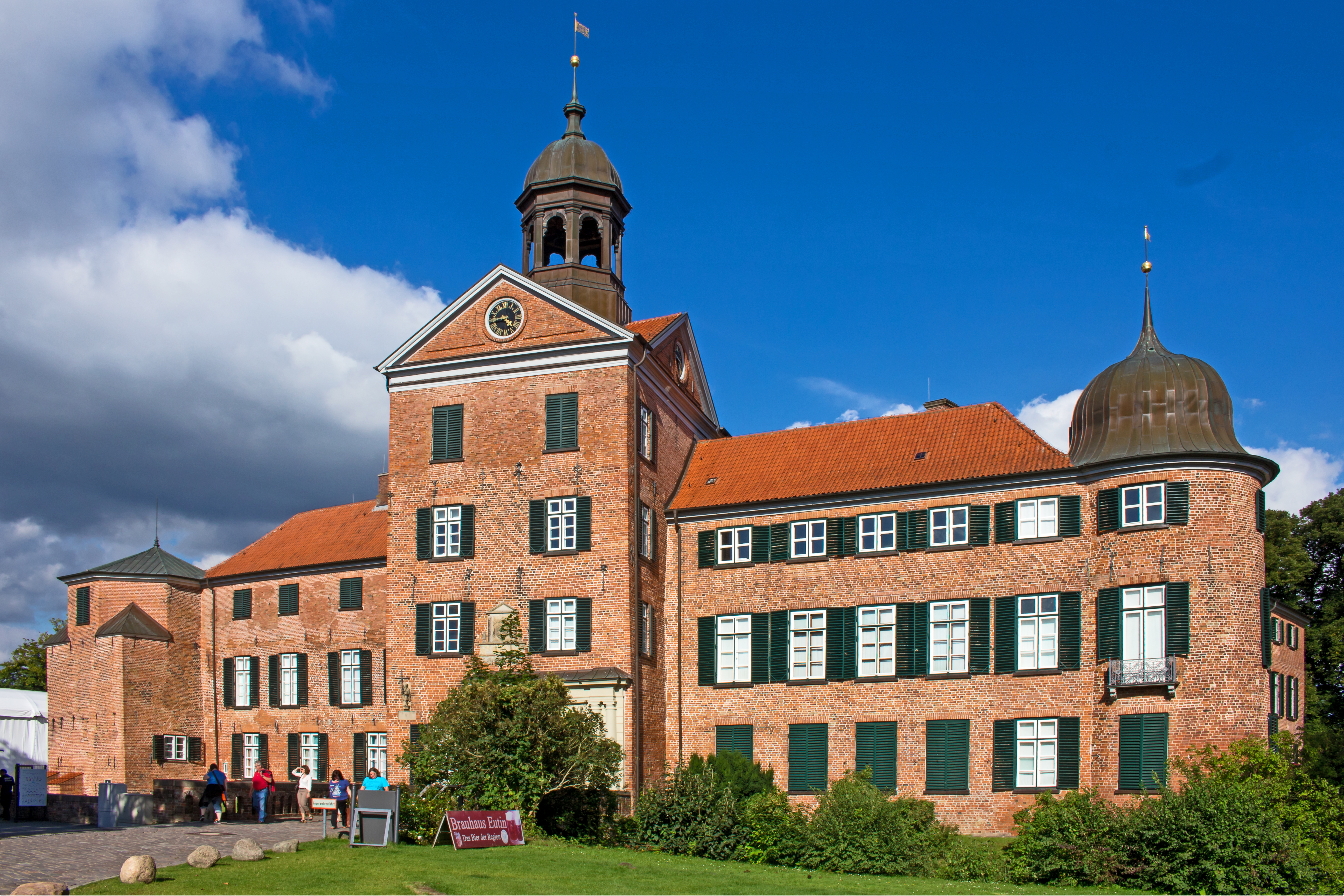
Blick vom Schlossplatz zur Stadtfassade mit dem Torturm

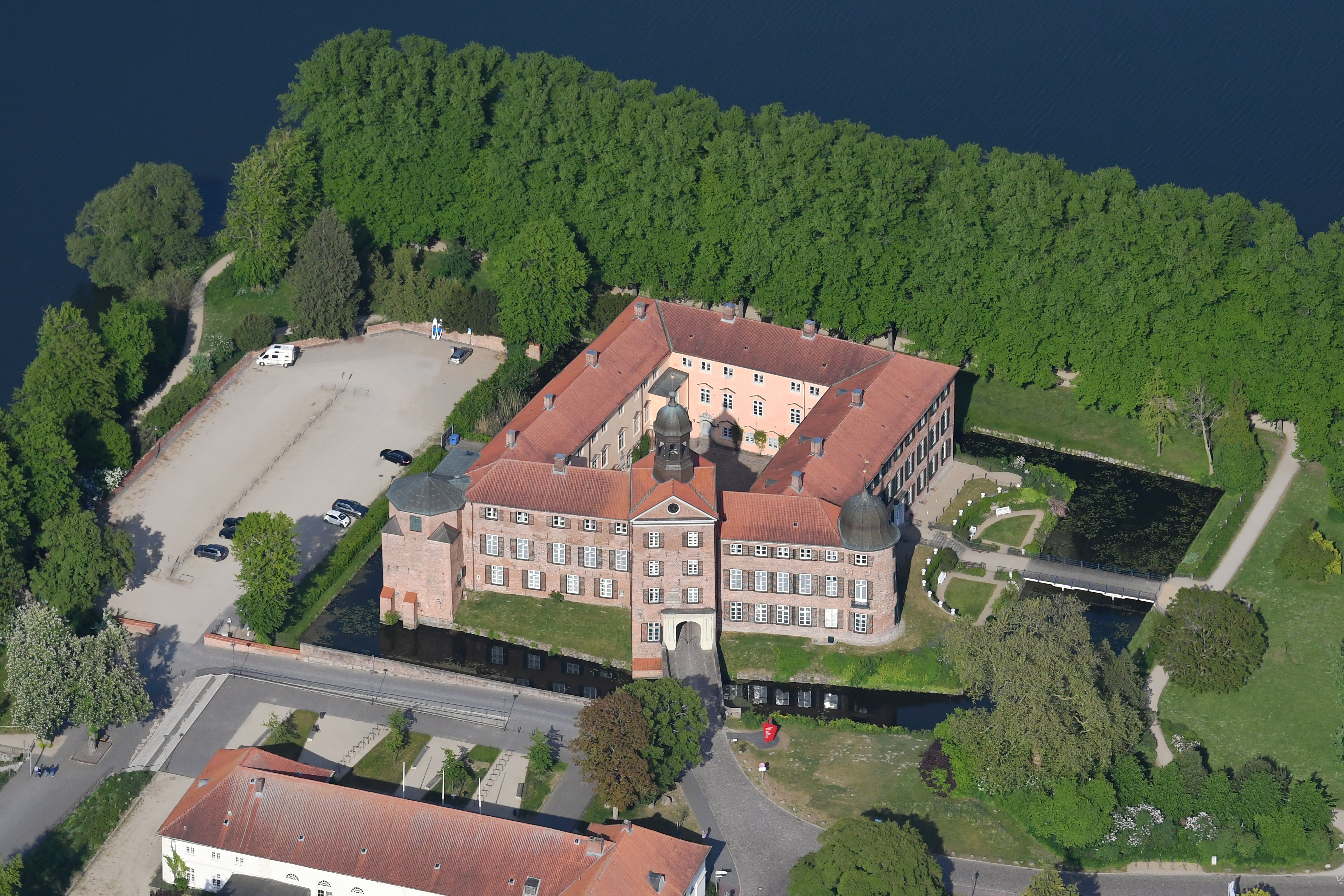
Das Eutiner Schloss von Westen aus der Luft gesehen

Das Eutiner Schloss in Eutin in Ostholstein bildet den kulturellen Mittelpunkt und die Keimzelle der Stadt. Es gehört neben dem Gottorfer und dem Glücksburger Schloss zu den bedeutendsten höfischen Profanbauten Schleswig-Holsteins. Die vierflügelige Anlage ging aus einer mittelalterlichen Burg hervor und wurde während mehrerer Jahrhunderte zur Residenz ausgebaut.

## Nutzung

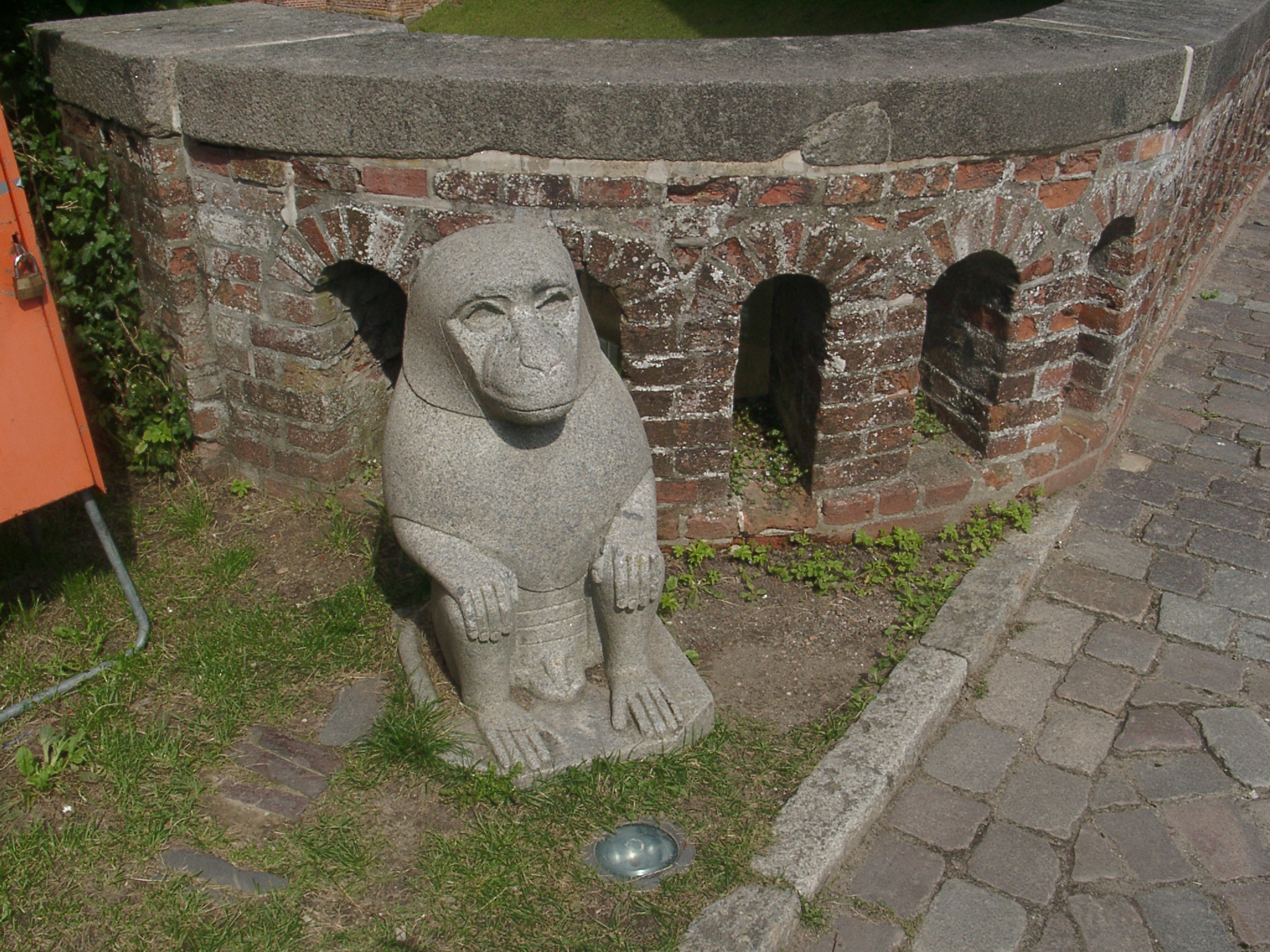
Pavianstatue an der Schlossbrücke

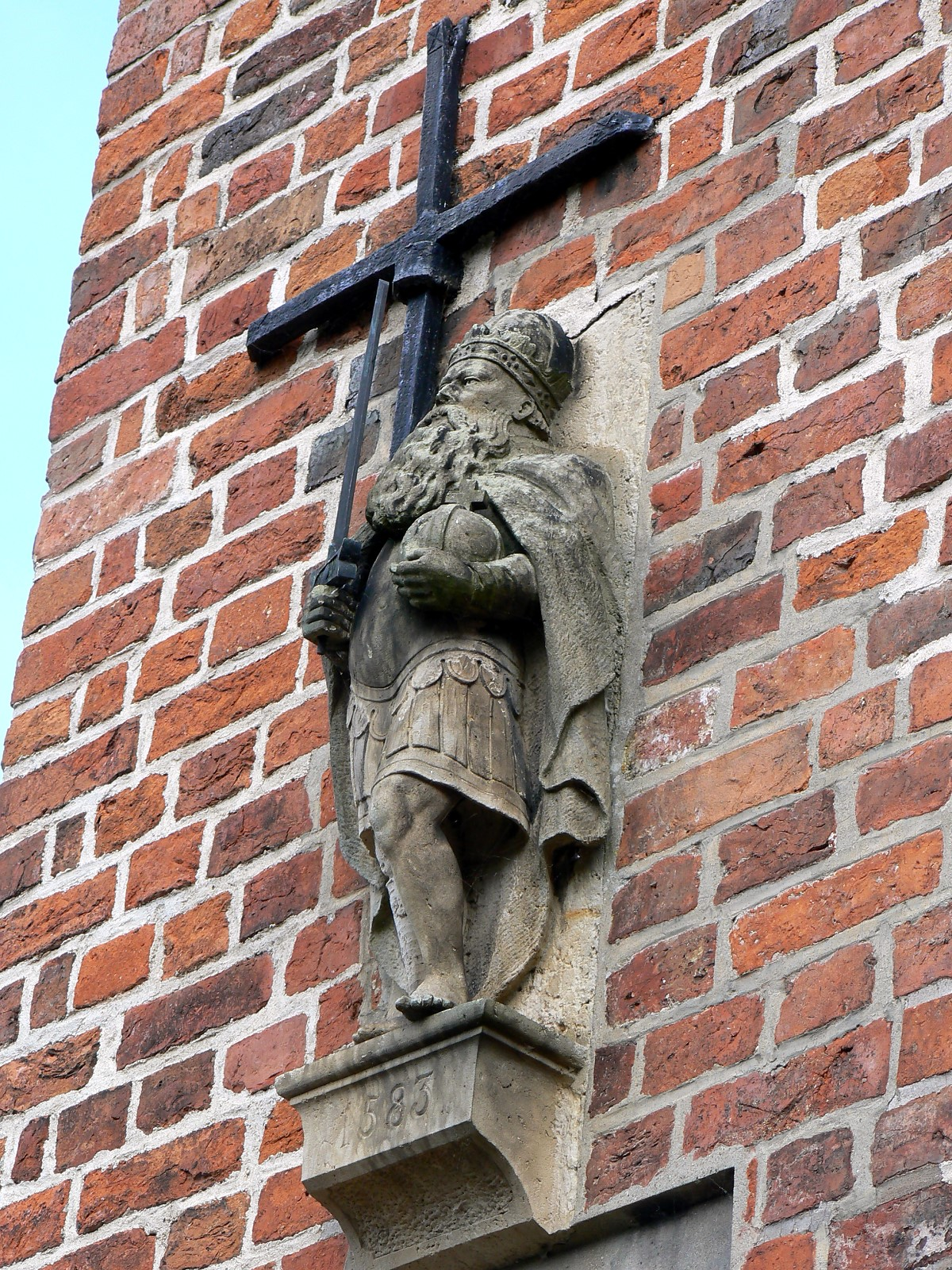
Replik des Eutiner Rolands von 1583. Standort: Bis 1773 am alten Rathaus, danach am Eutiner Schloss. Das Original befindet sich seit 1905 im Schloss

Das Schloss befand sich ursprünglich im Besitz der Lübecker Fürstbischöfe, später wurde es zur Sommerresidenz der Herzöge von Oldenburg. Es wurde bis ins 20. Jahrhundert regelmäßig bewohnt, die Innenausstattung ist zu einem Großteil erhalten.
Heute beherbergt das Schloss ein Museum und ist der Öffentlichkeit von März bis Anfang Januar zugänglich. Der Zugang zum Schloss erfolgt über eine Brücke. Sie wird durch zwei Figuren von Fabeltieren bewacht. Links oberhalb des Portals ist die Replik einer Rolandstatue zu sehen. Die Brücke führt in den Innenhof. Die Räume präsentieren größtenteils die Originalausstattung mit Gemälden, Möbeln und Arbeiten des Kunsthandwerks aus der Zeit vom Spätbarock bis zum Klassizismus. Bekannt sind besonders mehrere große Schiffsmodelle, die als Geschenke der russischen Zarenfamilie auf die verwandtschaftlichen Verbindungen nach Eutin verweisen. Da es keine moderne Heizanlage gibt, ist das Schloss aus klimatischen Gründen jährlich vom 6. Januar bis Ende Februar geschlossen. Im zweiten Obergeschoss sind Hörner (Musikinstrumente) aus verschiedenen Regionen der Welt und aus verschiedenen Jahrhunderten ausgestellt.
Der frühere Barockgarten wurde im 18. und 19. Jahrhundert in einen Landschaftspark umgestaltet, dieser ist alljährlicher Austragungsort der Eutiner Festspiele. In der „Ländlichen Gegend“ des Parks jenseits der Schlossbucht befindet sich deren Freilichtbühne. Die 1951 zu Ehren von Carl Maria von Weber gegründeten Festspiele mit Opern-, Operetten- und Musicalaufführungen finden im Juli und August eines jeden Jahres statt. Die in die Jahre gekommene Zuschauertribüne wurde in den Jahren 2023 und 2024 für circa 17 Millionen Euro mit etwa 2000 Plätzen neu errichtet und am 28. Juni 2024 feierlich eröffnet.

## Geschichte

### Burg der Lübecker Bischöfe

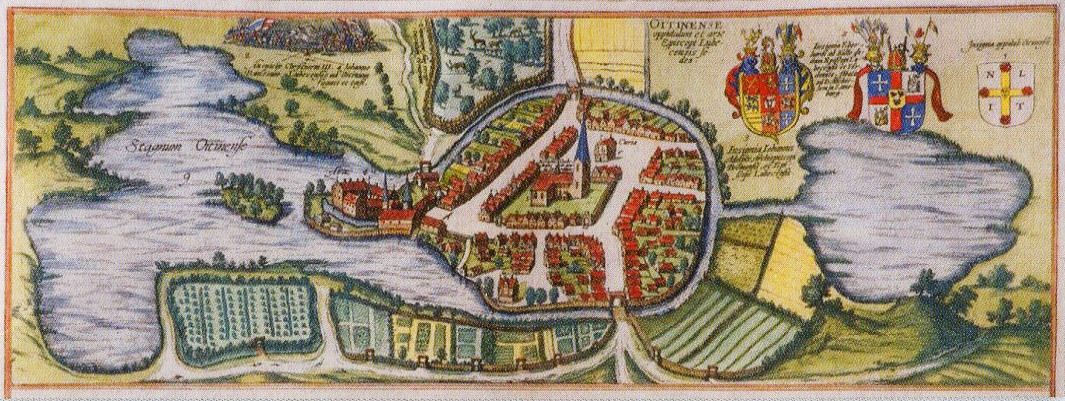
Stadt und Burg Eutin 1586

Eutin verdankt den Bau einer ersten Burg an der Stelle des späteren Schlosses der Tatsache, dass es zwischen den Lübecker Bischöfen und der Bürgerschaft der Stadt immer wieder zu Spannungen kam, da sich die Lübecker in weltlichen Dingen keine Vorschriften seitens der Geistlichkeit machen lassen wollten. Die Konflikte zwischen geistlichen und weltlichen Herren sorgten dafür, dass die Bischöfe, die ihre Domkirche St. Johannis in Oldenburg hatten und sie erst 1160 nach Lübeck verlegten, ihre Residenz auf halbem Wege zwischen den Orten und in sicherer Entfernung zur Stadt errichten ließen.
Das Eutiner Schloss geht auf einen Bischofshof Gerolds von Oldenburg zurück. Die Ländereien erhielt Gerold 1156 von Adolf II. zum Geschenk und er erbaute hier den Berichten Helmolds von Bosau zufolge ein Haus. Der Hof wurde unter Bischof Johannes von Tralau zwischen 1260 und 1275 ausgebaut und erhielt ein größeres, steinernes Gebäude, das heute den Kern des Ostflügels bildet. 1293 wurde die erste Kapelle errichtet. Über die genaue Gestalt der ersten Burganlage ist wenig überliefert. Es handelte sich wohl um eine von Wällen umgebene gewöhnliche Burg der Zeit, in der die Bauten noch ohne Verbindung zueinander standen und die optische Wirkung hinter der Funktion zurückstehen musste. Zwischen 1277 und 1283 und zwischen 1299 und 1317 hatte Bischof Burkhard von Serkem erneute Auseinandersetzungen mit den Lübeckern. Dies führte dazu, dass die Burg zu einer kleinen Festung erweitert und unter seinen Nachfolgern um 1350 mit einem Graben bewehrt wurde.
Von 1439 bis 1486 wurden in verschiedenen Abschnitten weitere Bauwerke hinzugefügt; der Kern des heutigen Torturms entstand in dieser Zeit. Bis zum 16. Jahrhundert wurden die einzelnen Häuser miteinander zu einem bescheidenen Renaissanceschloss verbunden, woraus sich bis heute der unregelmäßige Grundriss (vor allem der stadtseitigen Fassade) ergibt.

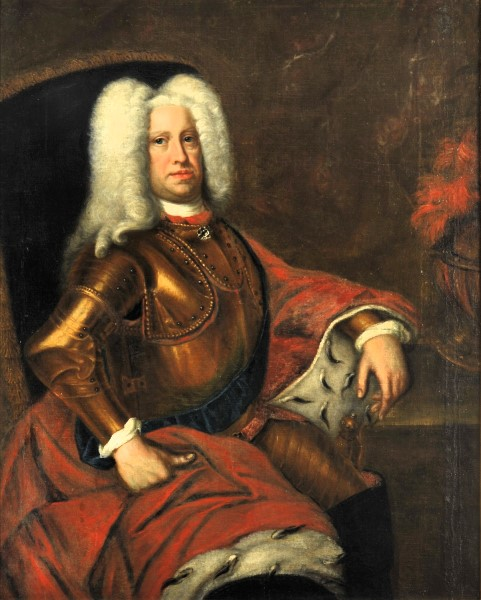
Unter Fürstbischof Christian August wandelte sich das Schloss zur Barockresidenz. Gemälde des 18. Jahrhunderts

### Residenz der Fürstbischöfe aus dem Hause Gottorf
Im Zug der Reformation gelangten die Herzöge von Schleswig-Holstein-Gottorf ab 1586 in den Besitz von Eutin und stellten von da an die Fürstbischöfe. Während des Dreißigjährigen Krieges drohte dem Bistum die Säkularisation, konnte aber durch Johann X. abgewendet werden – was sich dieser mit der Bindung des fürstbischöflichen Amtes an das Haus Gottorf danken ließ. Die Bindung des Bischofsamtes an das Haus Gottorf führte zu andauernden Unstimmigkeiten mit dem dänischen Königshaus, die 1705 in einer Besetzung und teilweisen Zerstörung des Schlosses durch die Dänen gipfelten. Bereits 1689 wurden die Stadt und das Schloss bei einem Brand schwer beschädigt und anschließend auf den alten Grundmauern wieder aufgebaut. Die Vorburg wurde in diesem Zusammenhang zu einem großen Schlosshof umgestaltet.
Seine Glanzzeit erreichte Schloss Eutin im 18. und 19. Jahrhundert. In der Zeit von Christian August bis Friedrich August I. verwandelte es sich in einen barocken Fürstenhof und Eutin wurde zu einem gesellschaftlichen Zentrum des Landes. Während dieser Epoche wurden am Schloss, an der Inneneinrichtung und am Park bedeutende Erweiterungen vorgenommen, die dazu führten, dass Eutin zu einer den wenigen großen Barockresidenzen in Schleswig und Holstein wurde. Die Arbeiten leitete der schwedisch-pommersche Hofbaumeister Rudolph Matthias Dallin in den Jahren von 1717 bis 1727. Pläne für einen umfangreichen Neubau des Schlosses wurden zwar erwogen, aber aus finanziellen Gründen nie umgesetzt.

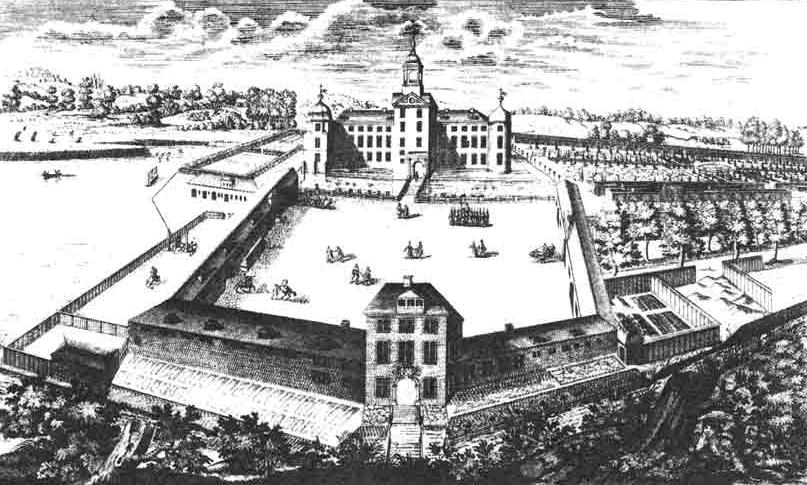
Eutiner Schloss, die Stadtfassade und der äußere Schlosshof. Stich von Johann Christian Lewon, Zustand um 1743

Der Schlosspark wurde nach französischem Vorbild umgestaltet und neben der Gartenanlage des Gottorfer Schlosses zu einem der größten Barockparks des Landes erweitert. Im Schlosspark trafen Sophie Auguste Friederike von Anhalt-Zerbst, die Nichte von Friedrich August I. und spätere Zarin Katharina die Große, und ihr ungeliebter Gatte Karl Peter Ulrich von Holstein-Gottorf 1739 das erste Mal aufeinander.

### Sommersitz der Herzöge von Oldenburg
1773 erhielten die Lübecker Fürstbischöfe durch die Vereinigung ihres Gebietes mit Oldenburg und Delmenhorst als Folge des Vertrags von Zarskoje Selo Rang und Titel des Herzogs von Oldenburg. Friedrich August regierte noch bis zu seinem Tod 1785 aus Eutin. Für seine Frau wurde anschließend das Witwenpalais errichtet, das sie jedoch nicht mehr nutzte. Seine Nachfolger residierten nach der Säkularisation des Hochstifts Lübeck, das zum Fürstentum Lübeck wurde, ab 1803 im Oldenburger Schloss. Eutin lag nun in einer Exklave des Oldenburger Herrschaftsgebiets und wurde nur noch als Sommerresidenz genutzt, was der Bedeutung des Ortes aber vorerst keinen Abbruch tat. Der mittlerweile veraltete Barockgarten wurde in dieser Zeit in einen modernen Landschaftspark umgestaltet. Mit dem beginnenden 19. Jahrhundert erhielt der Hof den Ruf, ein „Weimar des Nordens“ zu sein, was auf das Wirken so verschiedener Künstler wie Johann Heinrich Wilhelm Tischbein, Friedrich Gottlieb Klopstock oder Franz Anton von Weber und das Mäzenatentum Herzog Peter I. zurückzuführen ist.
Um 1820 wurden Pläne entwickelt, den äußeren Schlosshof klassizistisch umzugestalten. Der alte Hof wurde abgebrochen und stattdessen ab 1828 ein offener Schlossplatz von J. F. Limpricht geschaffen, der mit Kavaliershaus, Remise und Marstall umstellt wurde. Bis 1840 erhielt auch das Schloss eine klassizistische Umgestaltung in den Innenräumen und zudem bis 1845 eine Aufstockung um ein Geschoss.

### Von der Abdankung zum Ende des Zweiten Weltkriegs
Eutin war bis zum Thronverzicht Friedrich August II. 1918 regelmäßige Sommerresidenz der herzoglichen Familie. Nach deren Abdankung wurde das Schloss nicht mehr bewohnt und ein erstes Schlossmuseum eingerichtet.
Die Stadt und das Schloss überstanden beide Weltkriege ohne Schäden. Zum Ende des Zweiten Weltkrieges kam eine große Flüchtlingswelle, vor allem aus den deutschen Ostgebieten, ins Land und das leerstehende Eutiner Schloss wurde zu einem Auffanglager umfunktioniert. Anfangs bewohnten mehrere hundert Menschen das Schloss und die hygienischen Bedingungen waren zum Teil katastrophal. So soll es zeitweise im ganzen Haus lediglich vier Toiletten gegeben haben und allein im Rittersaal waren bis zu 90 Personen untergebracht. Die Flüchtlinge mussten sich selbst versorgen und kochten auf kleinen Küchenöfen, deren Rauch dem Stuck der Innenräume schadete. Bis zu Beginn der fünfziger Jahre verließen die Flüchtlinge das Schloss und erhielten privaten Wohnraum zugewiesen.

### Stiftung und Schloss heute
Das Schloss blieb im Besitz der ehemals herzoglichen Familie, die mit der Sicherung und dem Unterhalt des Gebäudes wirtschaftlich schwer belastet war. Nach dem Zweiten Weltkrieg diente es bis 1969 unter anderem dem Afrikaforscher und vormaligen Gouverneur von Togo, dem mecklenburgischen Herzog Adolf Friedrich, als Wohnsitz. Nach einer umfassenden Restaurierung wurde es ab 1957 der Öffentlichkeit im begrenzten Umfang wieder zugänglich gemacht und diente 1972 als Kulisse für Teile des Films „Cabaret“ mit Liza Minnelli. Nachdem in den achtziger Jahren weitere Sanierungen notwendig waren, unterstützen Land und Bund weitere Arbeiten finanziell. 1992 brachte die herzogliche Familie Schloss und Garten in die neugegründete Stiftung Schloss Eutin ein. Mit dem Auftrag der Bewahrung, Öffnung und Präsentation von Schloss und Garten, finanziert durch Zuwendungen des Landes und eigene Einnahmen, verbindet sie den Auftrag zu Bildung, Forschung und Dokumentation.
Der erste Abschnitt des Schlosses wurde nach knapp zehn Jahren Sanierungsarbeit 1997 wieder für Besichtigungen freigegeben. Die Arbeiten an den Innenräumen folgten in einzelnen Abschnitten und so ist beispielsweise der Rittersaal seit 2006 wieder für die Öffentlichkeit zugänglich.

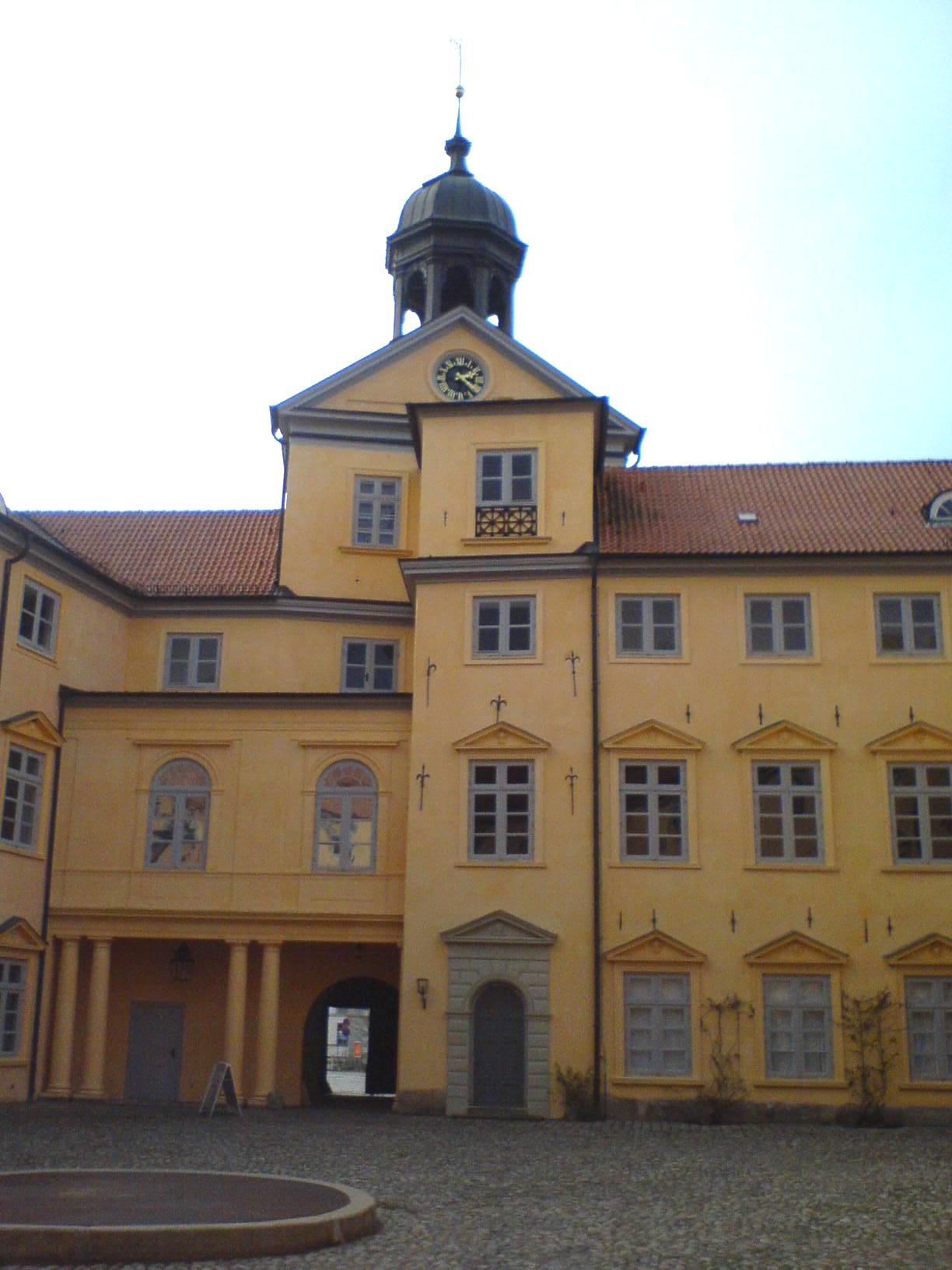
Hoffassade des Westflügels, der aus verschiedenen Einzelbauten zu einem Gebäude zusammengewachsen ist

## Bauwerk
Das Eutiner Schloss ist in mehreren Einzelschritten vom Mittelalter bis ins 19. Jahrhundert zu seiner heutigen Gestalt gewachsen. Die abwechslungsreiche Baugeschichte lässt sich an unterschiedlichen Stellen des Gebäudes nahezu ablesen. Nach dem Großfeuer von 1689 wurden im 17. Jahrhundert Pläne für einen Abbruch der gewachsenen Schlossanlage und einen anschließenden Neubau im Stil des Barock erwogen. Die wirtschaftlichen und politischen Folgen des Großen Nordischen Krieges verhinderten dieses Unternehmen jedoch und die Fürstbischöfe begnügten sich mit einem Ausbau und der Wiederherstellung der vorhandenen Bausubstanz. Sein heutiges Aussehen erhielt das Schloss durch die Arbeiten Rudolph Dallins von 1717 bis 1727 und durch die Umbaumaßnahmen von 1840.
Das Schloss ist eine asymmetrische, vierflügelige Anlage mit Ausmaßen von ca. 70 × 80 Metern. Die Flügel liegen um einen annähernd trapezförmigen Hof auf einer von Wassergräben umgebenen kleinen Schlossinsel direkt am Großen Eutiner See. Von den vierflügeligen Schlossanlagen Schleswig-Holsteins – hier herrschten bis zur Renaissance vor allem die sogenannten Mehrfachhäuser und später dreiflügelige Anlagen vor – sind das Eutiner und das Gottorfer Schloss die einzig erhaltenen.
Trotz der barocken Umgestaltung, die sich vor allem auf die Innenräume und den Park konzentrierten, macht das Äußere des Schlosses einen strengen Eindruck. Abgesehen von der turmbewehrten, auf den Schlossplatz ausgerichteten Westfassade sind die Außenmauern des Bauwerks nahezu schmucklos. Die aus Backstein errichteten Flügel erhalten lediglich durch die reiche Durchfensterung und die grünen Fensterläden eine Auflockerung.

### Schlosshof
Die Fassaden des Hofs sind komplett in hellen Farben verputzt und stehen in direktem Kontrast zu den nüchternen Außenwänden des Schlosses. Die Fenster sind mit Schmuckgiebeln akzentuiert und die Portale mit plastischem Schmuck dekoriert. Der Türschmuck stammt aus den unterschiedlichen Bauphasen des Schlosses, so ist das mit Voluten dekorierte Portal des Nordflügels auf 1616 und das des Westflügels erst auf 1717 zu datieren. Der niedrige, an den Torturm angelehnte Treppenturm stammt von 1600. Auffällig sind zudem die drei von Säulen getragenen Loggien, die von Dallin als verbindende Galerien zwischen den Salons und Räumen des ersten Obergeschosses angefügt wurden.

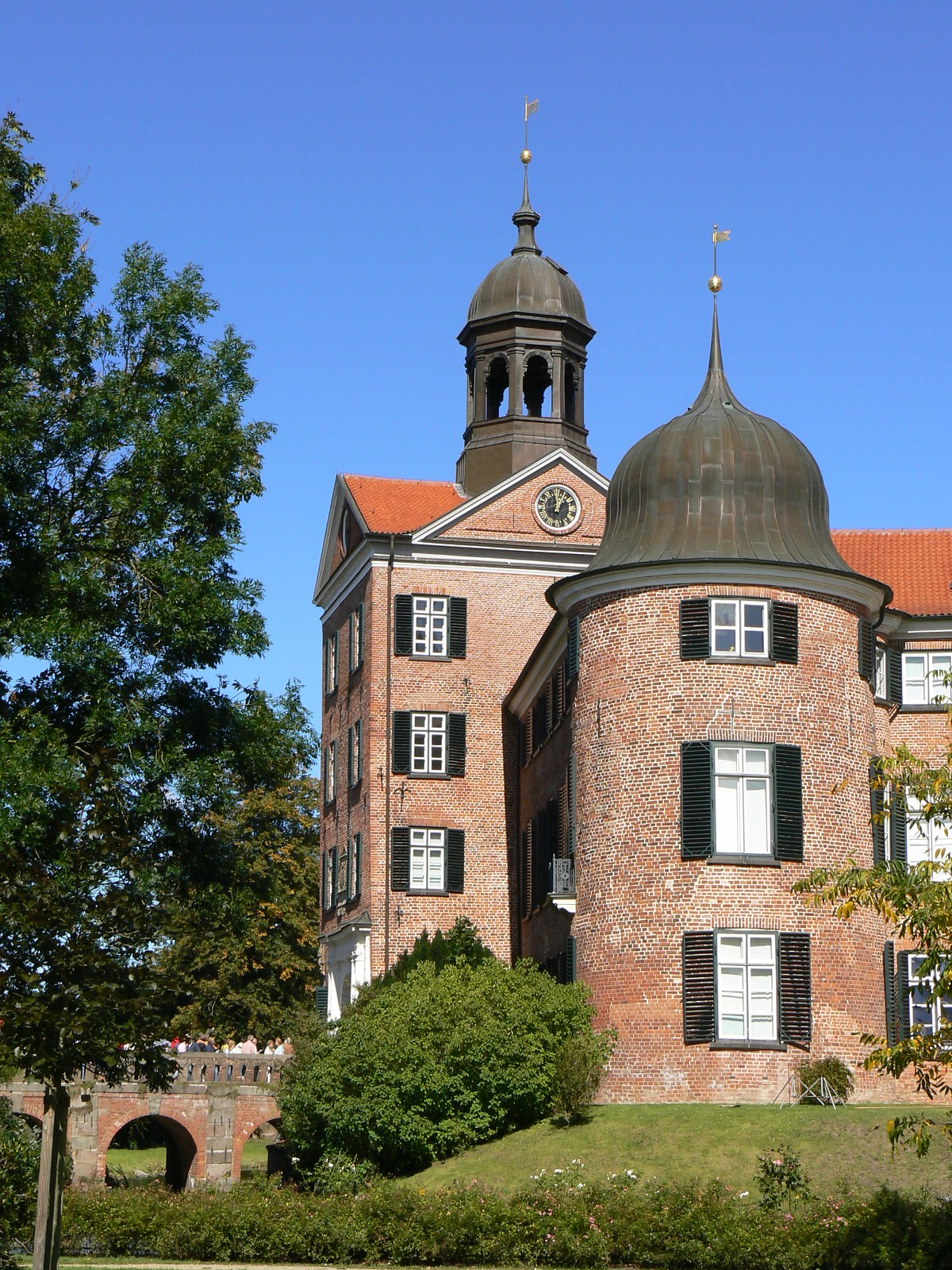
Blick auf den Torturm (Bildmitte) und den einstmals freistehenden südwestlichen Turm des Schlosses

### Westflügel

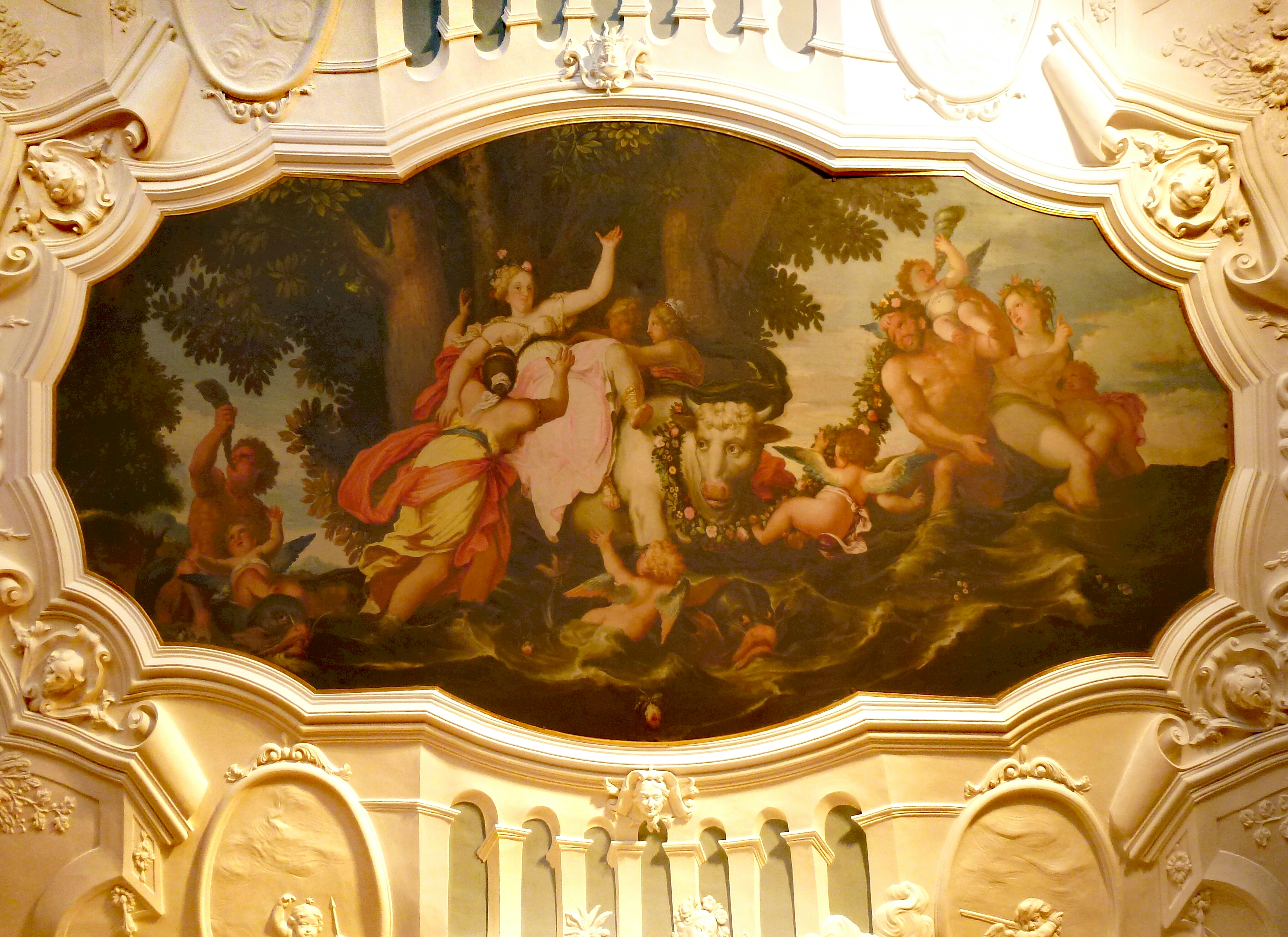
Deckengemälde im Europasaal

Die Schauseite des Schlosses ist zur Stadt und auf den Schlossplatz gerichtet, sie wird betont durch einen mächtigen, giebelgeschmückten Torturm sowie zwei weitere Türme an den Übergängen zu den seitlichen Flügeln. Der asymmetrische Grundriss des Westflügels leitet sich aus der Tatsache ab, dass die solitär stehenden Vorgängerbauten bei den Erweiterungsarbeiten nicht abgerissen, sondern durch Verbindungsbauten in den Gesamtplan integriert wurden. Der Westflügel beinhaltet ebenso wie der südliche Bau vor allem die Appartements des Fürstenpaares, außerdem einen Speisesaal und einen Gesellschaftssalon. Das ehemalige Schlafzimmer der Fürstin ist der so genannte „Europasaal“. Er enthält außergewöhnliche Deckenmalereien, die den Raub der Europa darstellen. Der außergewöhnlichste Raum des Flügels ist eine mit holländischen Fliesen belegte Küche von 1720, die für die Herzogin Albertine Friederike eingerichtet wurde.
Der Torturm stammt in seinem Kern von 1439 bis 1449, in der Durchfahrt haben sich Teile eines spätgotischen Gewölbes erhalten. Links oberhalb des Eingangs befindet sich der Eutiner Roland. Die Grundfläche des Baus wurde im 16. Jahrhundert verdoppelt und der Turm anschließend noch erhöht. Durch Rudolph Dallin erhielt er um 1720 ein viertes Geschoss, die schmückenden Dreiecksgiebel und die bekrönende Laterne. Der nordwestliche Eckturm des Flügels stammt aus der Zeit um 1600 und wurde als Wohnturm mit Blick auf einen damals nördlich gelegenen Garten erbaut. Auch er verbirgt in seinem Inneren die Reste eines Vorgängers. Der dem Südflügel vorgelagerte runde Südwestturm ist in seinen Grundmauern zwischen 1485 und 1486 fertig gestellt worden und stand einst als freier Wehrturm. Mit dem Schlossgebäude verbunden wurde er erst um 1645, seine barocke Haube erhielt er 1689 nach dem Schlossbrand.

### Nordflügel
In der Zeit der Renaissance war der Nordflügel der Hauptbau des Schlosses, er erhielt seine heutigen Formen im Wesentlichen zwischen 1600 und 1615. Wie bei den übrigen Gebäuderiegeln ist auch seine äußere Fassade völlig schmucklos, während die dem Hof zugewandten Flächen ebenfalls farbig verputzt und gegliedert sind.
Der bedeutendste Raum des Nordflügels ist der „Rittersaal“. Dieser Festsaal ist der größte Raum des Schlosses und nimmt in seiner Länge nahezu die Hälfte des nördlichen Flügels ein. Seine stuckverzierten Kamine stammen aus der Zeit Dallins, gegen 1844 wurde der Raum um ein Stockwerk erhöht. Die Fenster zum Hof wurden vermauert, damit an ihrer Stelle großformatige Staatsportraits gehängt werden konnten.

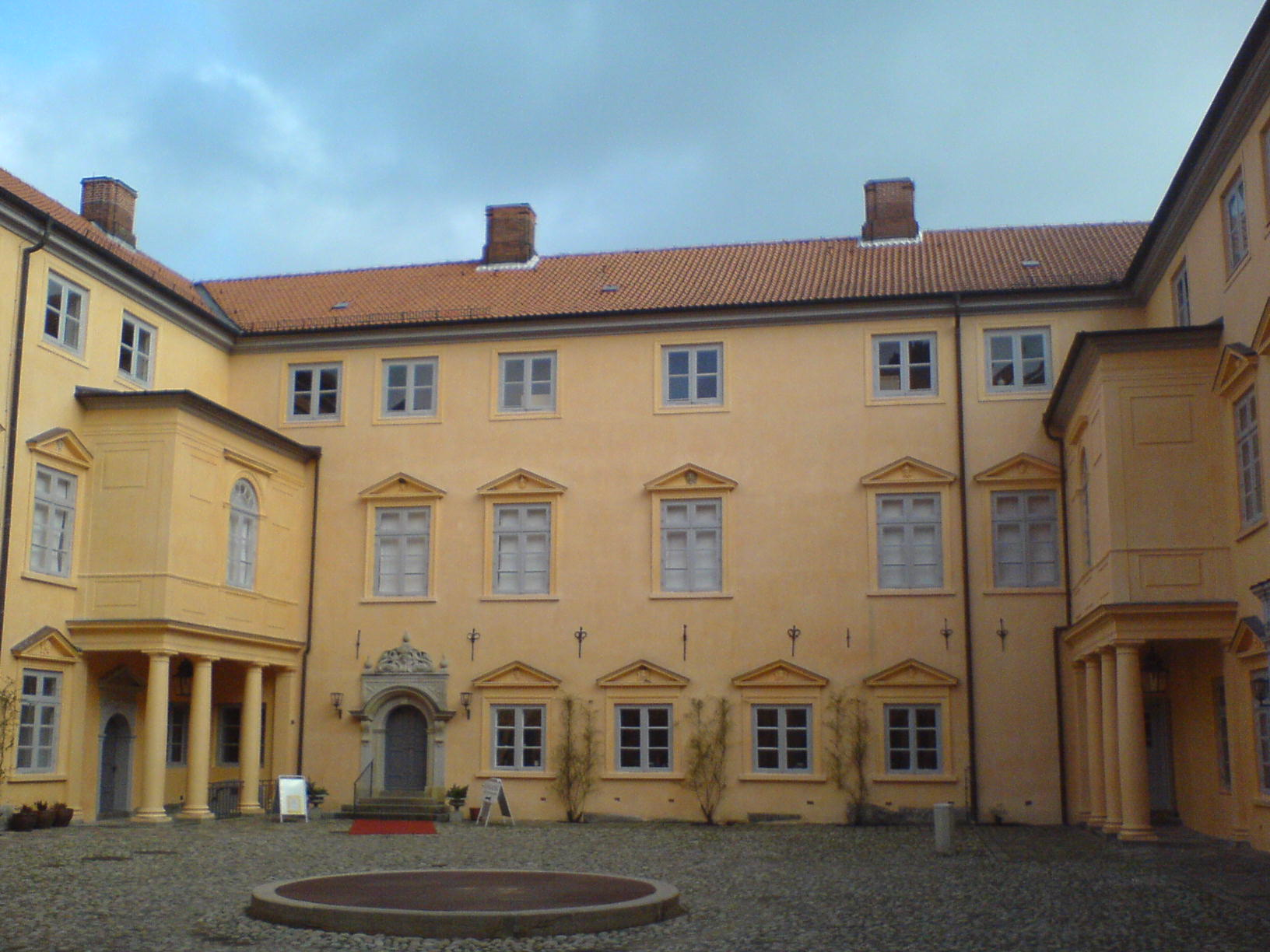
Blick durch den Hof auf den Ostflügel, links und rechts in den Winkeln die verbindenden Loggien

### Ostflügel
Die Außenwand des Ostflügels ist schmucklos, wohingegen die dem Hof zugewandte Fassade mit den Loggien einen fast südländischen Eindruck vermittelt. Der Ostflügel erhielt seine heutige Gestalt ebenfalls im Wesentlichen unter den Arbeiten Dallins, dessen bedeutendste Neuerung das Anfügen von galerieartigen Korridoren war, welche die ursprünglich hintereinander aufgereihten Räume miteinander verbanden. Der Bau beinhaltete vor allem die Gästezimmer des Hofs, von denen der sogenannte „Gelbe Salon“ das Zentrum bildete. Das sogenannte „Gobelinzimmer“ ist mit Wandteppichen aus einer Versailler Manufaktur geschmückt.

### Südflügel
Der Südflügel bietet neben der Stadtfassade die bekannteste Ansicht des Schlosses. Der Außenfassade ist eine kleine, bepflanzte Terrasse vorgelagert. Sie ist bis auf die grünen Fensterläden und das mittig gelegene Portal nahezu schmucklos.
Das Bauwerk ist auf den Garten ausgerichtet und beherbergte vor allem die privaten Wohnräume der herzoglichen Familie und Schlosskapelle. Das Interieur der hier gelegenen Räume birgt Möbelstücke, Gemälde und andere Kunstgegenstände vor allem aus dem 18. und 19. Jahrhundert.

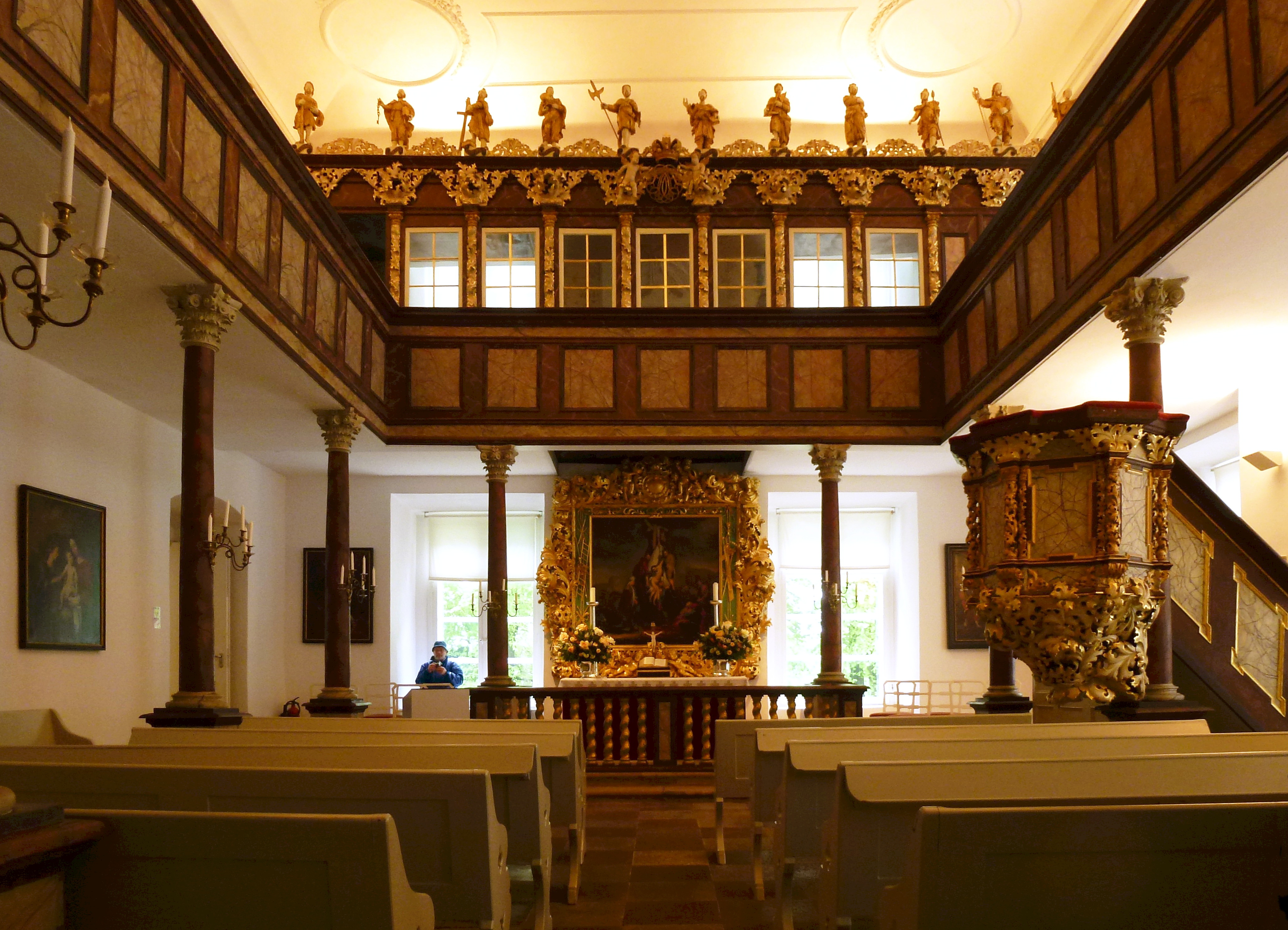
Inneres der Kapelle

Der bedeutendste Raum des Flügels ist die Schlosskapelle in der südöstlichen Ecke des Baus. An dieser Stelle befand sich von jeher die Kapelle der Burganlage, der erste Kirchenraum ist auf 1293 zu datieren. Das Kellergewölbe an dieser Stelle entstammt noch der Gotik. Der Kapellensaal reicht bis ins erste Obergeschoss und wird vollständig von einer Empore umgeben, die im Obergeschoss gleichzeitig als Verbindung zwischen Süd- und Ostflügel dient. Die Ausstattung stammt größtenteils aus der Zeit nach dem Schlossbrand und wurde zwischen 1689 und 1694 installiert. Sie ist ein Werk des Hofbildhauers Theodor Allers. Die Raumaufteilung folgt dem Vorbild der Kapelle im Schloss Gottorf und wie dort gibt es auch hier eine Fürstenloge. Der Orgelprospekt von Arp Schnitger stammt aus dem Jahr 1693, das Instrument selber wurde 1862 durch die Orgelbaufirma Friedrich Schulze erneuert und 2009 durch Rowan West restauriert.

## Sammlung

### Porträts
Das Eutiner Schloss enthält heute nur noch einen Teil der ursprünglichen, über Jahrhunderte gewachsenen Ausstattung und Sammlung. Dazu zählt vor allem die überregional bedeutende Sammlung an Porträts des 16. bis 19. Jahrhunderts, die größtenteils in Eutin blieb, während der Rest der Gemäldesammlung nach Oldenburg kam und dort den Grundstock der Großherzoglichen Sammlung im Augusteum bildete. Ein erstes gedrucktes Eutiner Inventar von Friedrich Kurd von Alten aus dem Jahr 1860 verzeichnete 288 Porträtgemälde im Schloss. 1954 nahm Diether Rudloff im Auftrag des Erbgroßherzogs Nikolaus von Oldenburg eine neue Inventarisierung und Beschreibung vor. Mit der Stiftungsgründung 1992 erfolgte eine Teilung in Privat- und Stiftungsbesitz. 106 Gemälde sind seither Stiftungsbesitz. Die Porträts bezeugen die dynastischen Verbindungen und politischen Allianzen der Fürstbischöfe und Großherzöge.

### Weitere Gemälde
Im Flur des Südflügels ist ein Teil des großformatigen Homer-Zyklus von Johann Heinrich Wilhelm Tischbein ausgestellt, im Strackzimmer Supraporten und Landschaften des Hofmalers Ludwig Philipp Strack.

### Schiffsmodelle
Im 19. Jahrhundert kamen insgesamt sieben Schiffsmodelle aus der Modellkammer der russischen Admiralität in St. Petersburg ins Schloss Eutin. Zwei davon werden heute im Altonaer Museum in Hamburg verwahrt. Im Flur des Nordflügels der Beletage werden die zwei bedeutendsten Modelle präsentiert, darunter das erste, von einem russischen Baumeister gebaute 100-Kanonenschiff der russischen Marine Zacharias und Elisabeth (1747).

## Umgebung

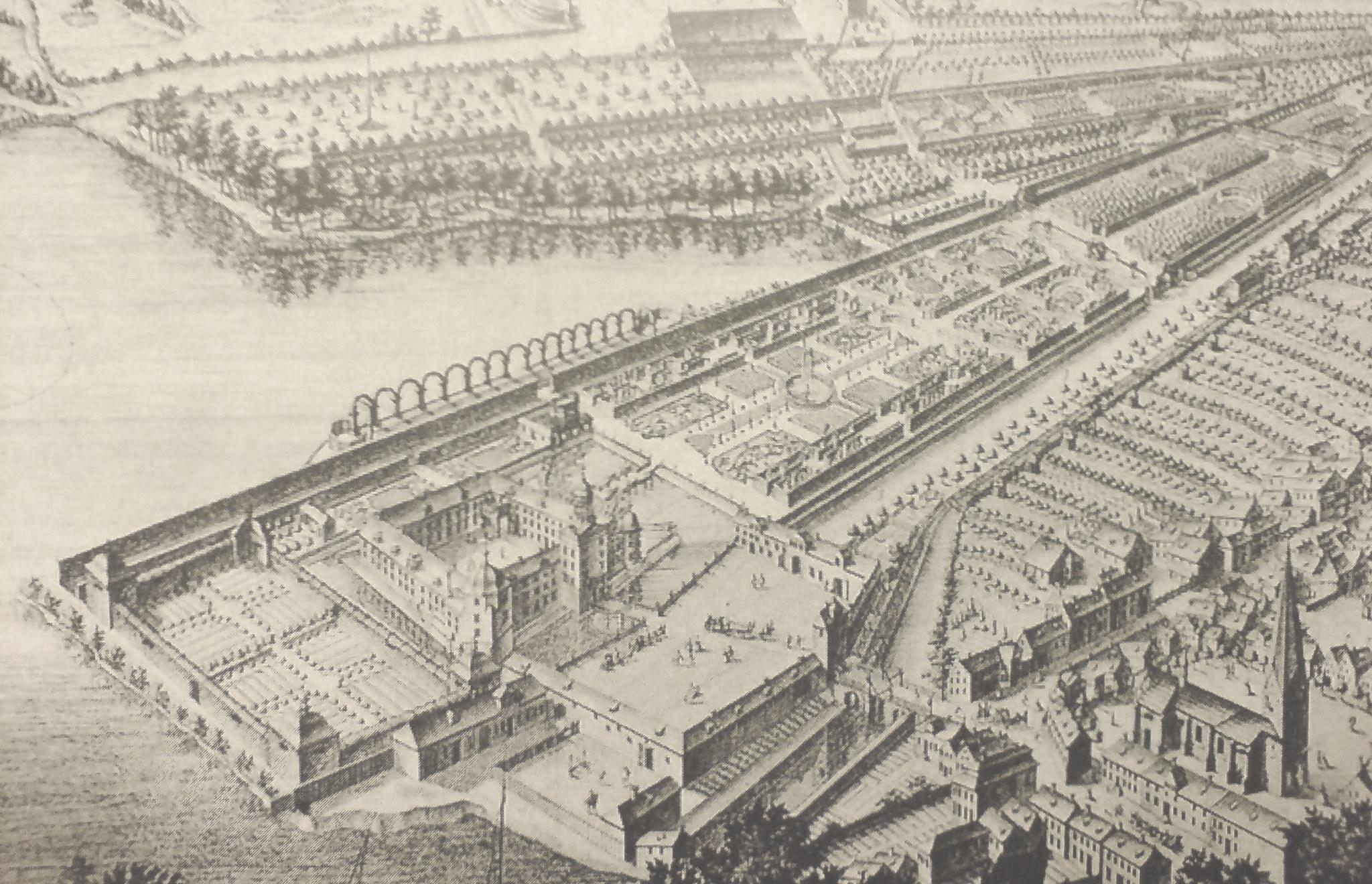
Gesamtübersicht der Schlossanlage zur Mitte des 18. Jahrhunderts, Stich nach Lewon

### Geschichte des Schlossgartens

#### Früherer Barockgarten
Ein erster Schlossgarten war bereits um 1500 vorhanden. Südöstlich der Bucht, an der das Schloss liegt, wurde auf Verfügung Bischofs Johann Friedrich zu Beginn des 17. Jahrhunderts ein sogenannter Lustgarten angelegt, der die Keimzelle des späteren Barockgarten werden sollte. Schon dieser erste größere Garten war in zwei Bereiche geteilt, welche die kleine Bucht östlich des Schlosses winkelförmig umschlossen. Zum einen bestand er aus bepflanzten Parterreflächen, die den stadtabgewandten Fassaden des Schlosses vorgelagert waren, zum anderen aus einer frühen Boskettzone auf der anderen Seite der Wasserfläche. Dieser Garten wurde im Lauf der Jahre ausgebaut und erweitert, wobei man seine charakteristische, winkelförmige Struktur beibehielt und ausarbeitete.
Seine größte Ausdehnung erhielt der Eutiner Barockgarten unter Fürstbischof Christian August, der durch Johann Christian Löwen ab 1713 einen Park nach französischem Muster anlegen ließ. Der Südflügel des Schlosses erhielt jetzt prächtige Broderieparterres vorgelagert, die im weiteren Bereich in eine Boskettzone übergingen. Die Ebene der bepflanzten Flächen verjüngte sich mit zunehmender Entfernung zum Schloss und zog das Parterre so optisch in die Tiefe. Die Wege wurden durch Alleen gegliedert und zwei Sichtachsen – vom Schloss und vom jenseitigen Gartenbereich ausgehend – trafen in der Ferne zusammen. Der gesamte Park war mit Figurengruppen von Theodorus Schlichting und verschiedenen Wasserspielen dekoriert und auf der dem Schloss vorgelagerten Fasaneninsel wurde ein kleines Lustschloss errichtet.
Zu seiner Zeit – der einstmals berühmte Gottorfer Neuwerkgarten befand sich bereits im Niedergang – galt der Eutiner Garten als einer der prächtigsten und größten Barockgärten im Land. Der französische Garten Christian Augusts ging nach knapp 80 Jahren im neuen Landschaftsgarten auf, wo Teile seiner Pflanzungen und der schlichte Bau der Orangerie überdauert haben. Neueste Bauforschungen zeigten, dass die Orangerie bereits Mitte des 18. Jahrhunderts errichtet wurde. Der Entwurf von 1772 von Georg Greggenhofer wurde nie realisiert. Den nördlich des Schlosses gelegenen so genannten Nordgarten, der von einer Mauer umgeben ist, nimmt heute ein Parkplatz ein.

#### Küchengarten

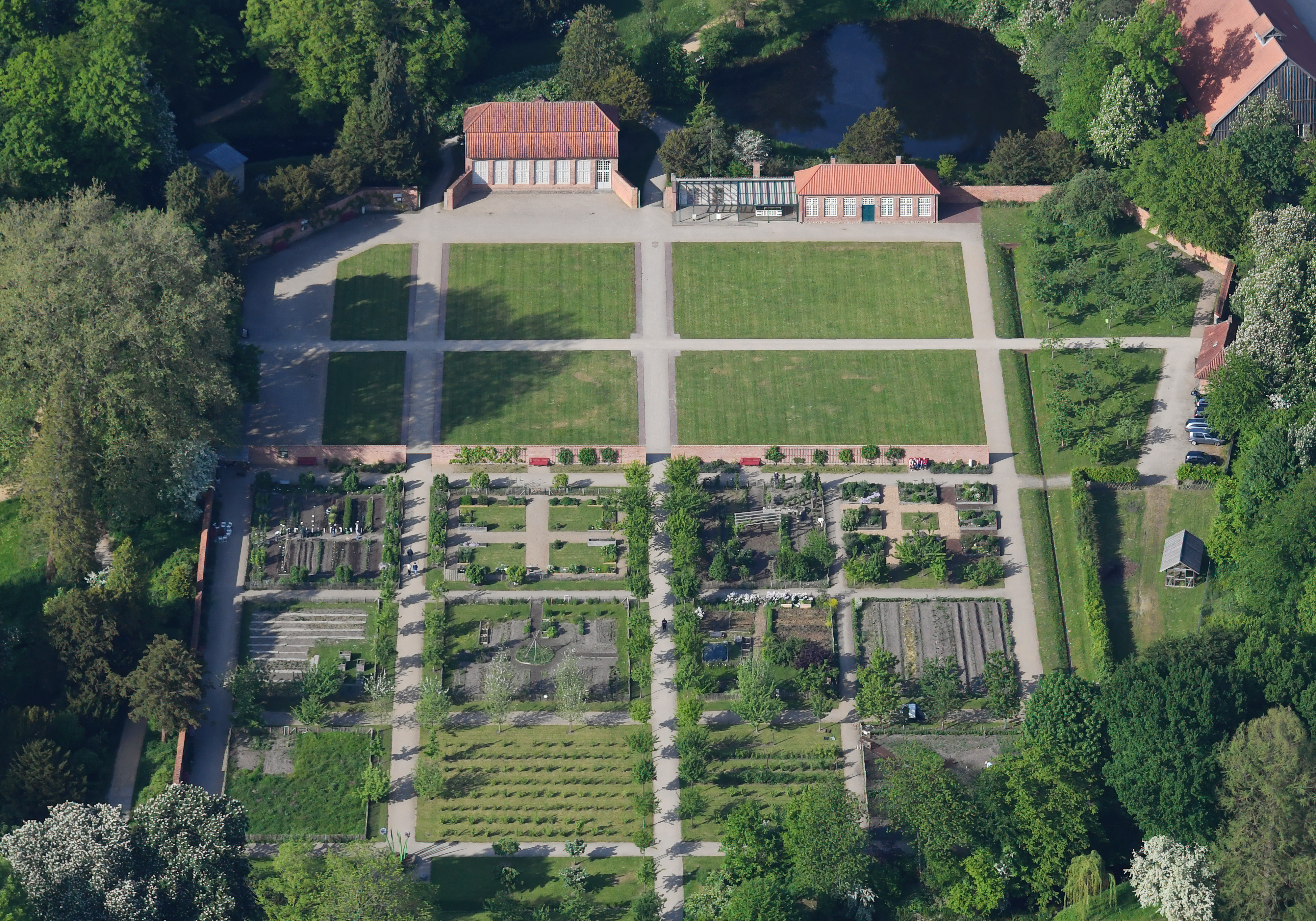
Der Küchengarten von Südwesten aus der Luft gesehen

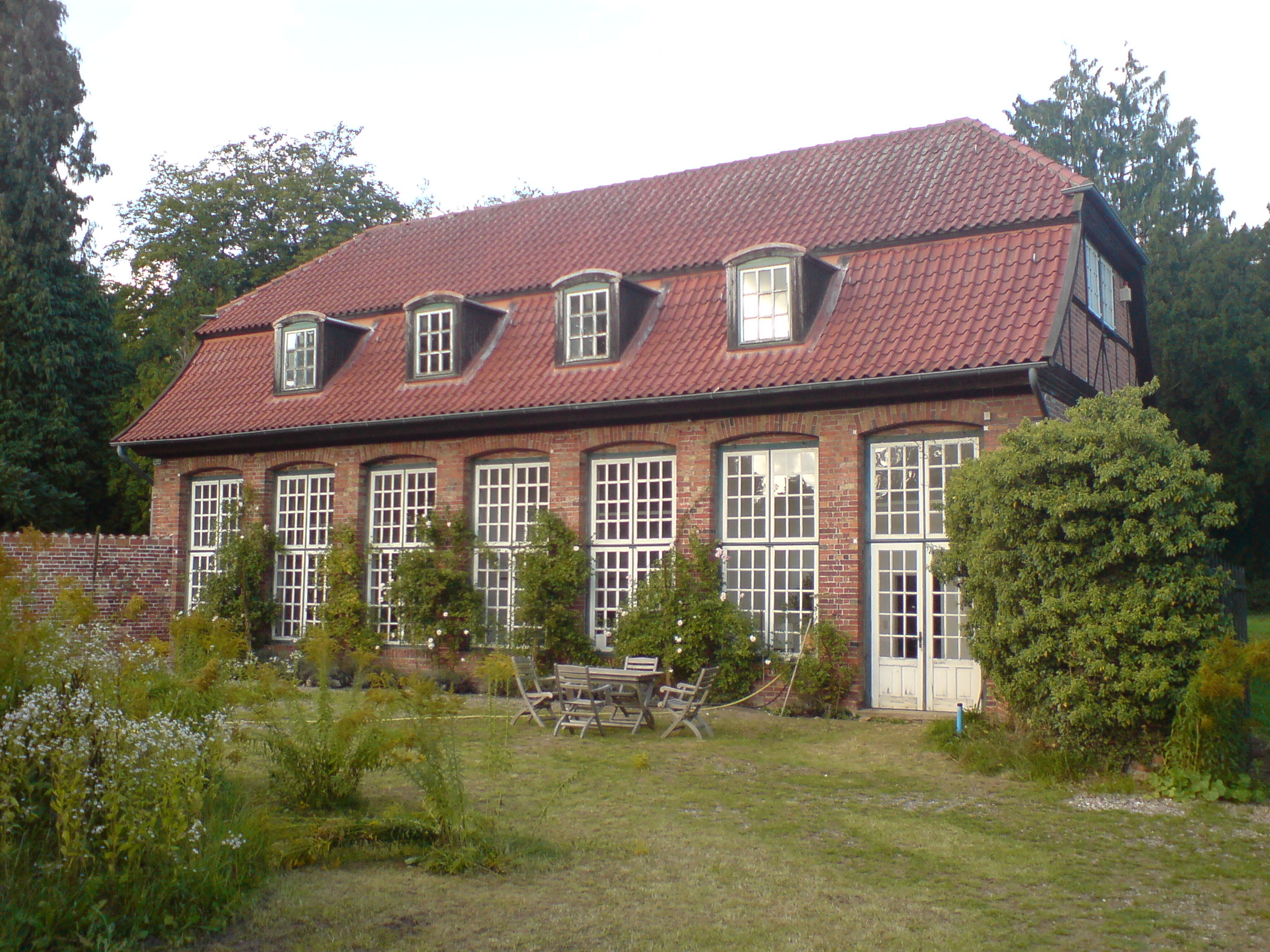
Orangerie, errichtet Mitte des 18. Jahrhunderts

Der älteste Gartenbereich der Eutiner Residenz lag östlich der Schlossbucht und blieb auch bei Anlage des Landschaftsgartens ein ummauerter Küchengarten inklusive Orangerie. Von 2006 bis 2010 wurde mit Unterstützung der Deutschen Bundesstiftung Umwelt ein europäischer Wettbewerb sowie zwei internationale Kolloquien zu walled kitchen gardens durchgeführt. Ziel ist es, den alten Eutiner Küchengarten wieder erstehen zu lassen. Die alte Mauer, die Orangerie sowie Teile der Gartenflächen wurden bereits mit Landesmitteln restauriert.
Zur Landesgartenschau 2016 wurden die Arbeiten am Küchengarten abgeschlossen und Schautafeln mit Informationen zu seiner Geschichte installiert. Einige der Beete werden seitdem von Ehrenamtlichen betreut und gepflegt.

#### Englischer Landschaftsgarten
Nach Ideen des Oldenburger Herzoges Peter Friedrich Ludwig gab es ab 1788 eine radikalen Umgestaltung in einen Landschaftsgarten im englischen Stil. Eine 330 Meter lange Lindenallee östlich des Schlosses verbindet den Seepavillon an der tiefsten Stelle des Gartens mit der einzigen Gartenskulptur, der Flora, die die Göttin des Frühlings und der Blumen darstellt. Die höchste Stelle liegt im südöstlich gelegenen Tempelgartenbereich, wo sich ein klassizistischer Rundtempel von Hofbaumeister Peter Richter (1715–1805) erhebt.

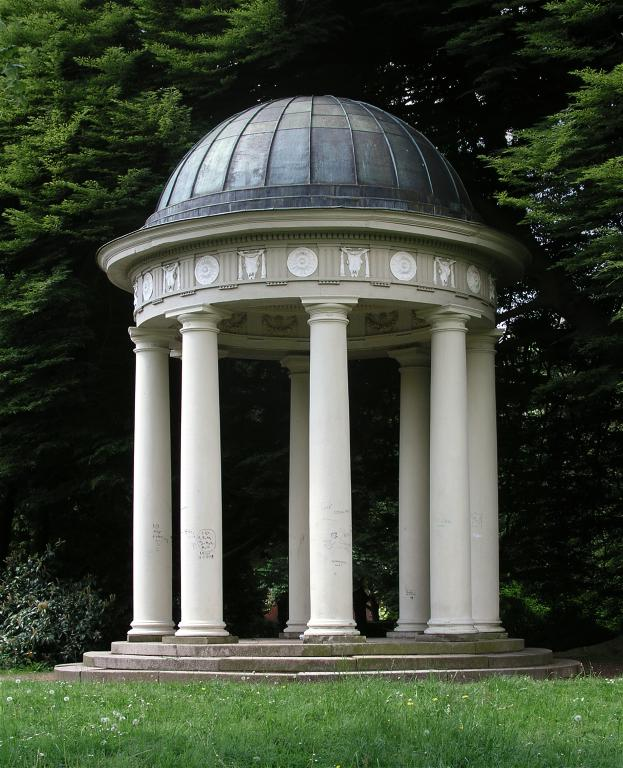
Sonnentempel im Schlosspark

Der Hofgärtner Daniel Rastedt (1761–1836) bezog den Großen Eutiner See in die Anlage mit ein und schuf den Garten im Sinne eines Arkadiens, einer gestalteten Ideallandschaft mit Wasserläufen, Baumgruppen und einer augenscheinlich natürlich gewachsenen Umgebung. Der Park wurde mit verschiedenen Brückenbauten, Wasserkunstwerken sowie Staffagebauten versehen. Überlieferte Entwürfe des dänischen Architekten Christian Frederik Hansen zum bereits erwähnten Rundtempel sowie zum Tuffsteinhaus unterstreichen die historische Bedeutung des Eutiner Gartenkunstwerks. So ist auch die Chinesische Bogenbrücke nach Entwürfen von William Chambers für Kew Gardens die bedeutendste Gartenbrücke Schleswig-Holsteins. Der große Wasserfall im Zentrum unterstreicht die romantischen Szenerien des pittoresken Gartens.
Die geometrisch beherrschten Linien des alten und auf den Sitz des Fürsten ausgerichteten Barockgartens wichen der (künstlich) gestalteten Natur und diese sollte nach der Vorstellung Herzog Peter Friedrich Ludwigs die Lehren der Freimaurer versinnbildlichen. Der Weg durch den Garten wurde als belt-walk, als Rundweg angelegt, der an der tiefsten und schlichtesten Stelle des Gartens beginnt, sich weiter über verschlungene Pfade, durch die Lindenallee und den Philosophischen Gang um die Schlossbucht windet und schließlich zum Sonnentempel, als neuem Zentrum des Gartens anstelle des Schlosses führt. Die einzelnen Stationen dabei sollten gewissermaßen die Punkte eines Lebenswegs darstellen. Sie waren philosophische Motive, die ein Besinnen erforderten, sich aber dem Eingeweihten in die Lehren erschließen konnten.
Die 14 Hektar große Anlage steht unter Denkmalschutz, so dass Pflege und Unterhaltung des Gartens konservatorischen und restauratorischen Zielen unterliegen. Sie ist heute der bedeutendste frühe Landschaftsgarten des ausgehenden 18. Jahrhunderts in Schleswig-Holstein und wie das gesamte Schlossgelände frei zugänglich. Die philosophischen Anklänge und Ideen des Parks werden bei regelmäßig stattfindenden Führungen erläutert.

### Partien des Schlossgartens

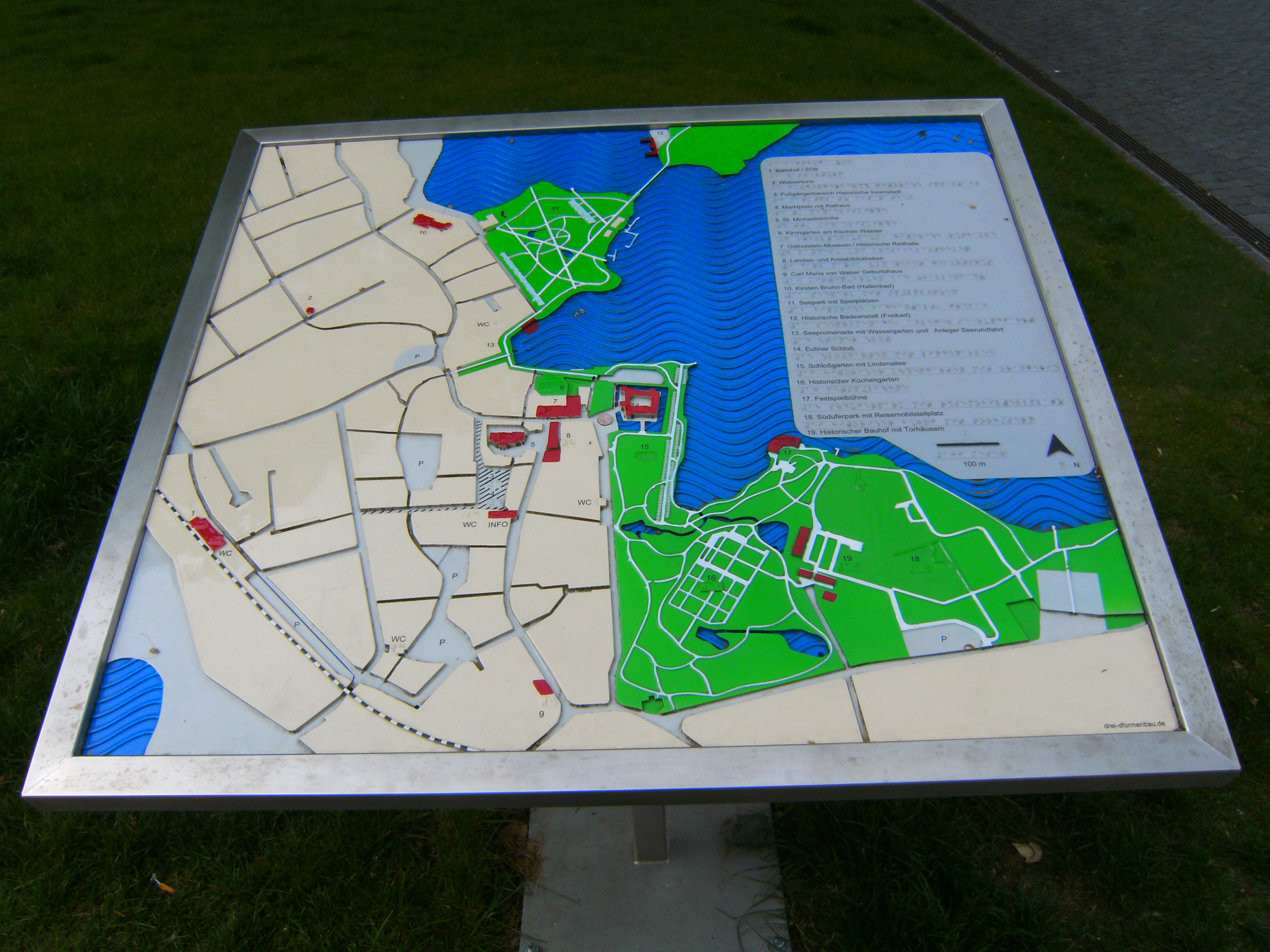
Übersichtsplan beim Schloss über den Schlossgarten Eutin

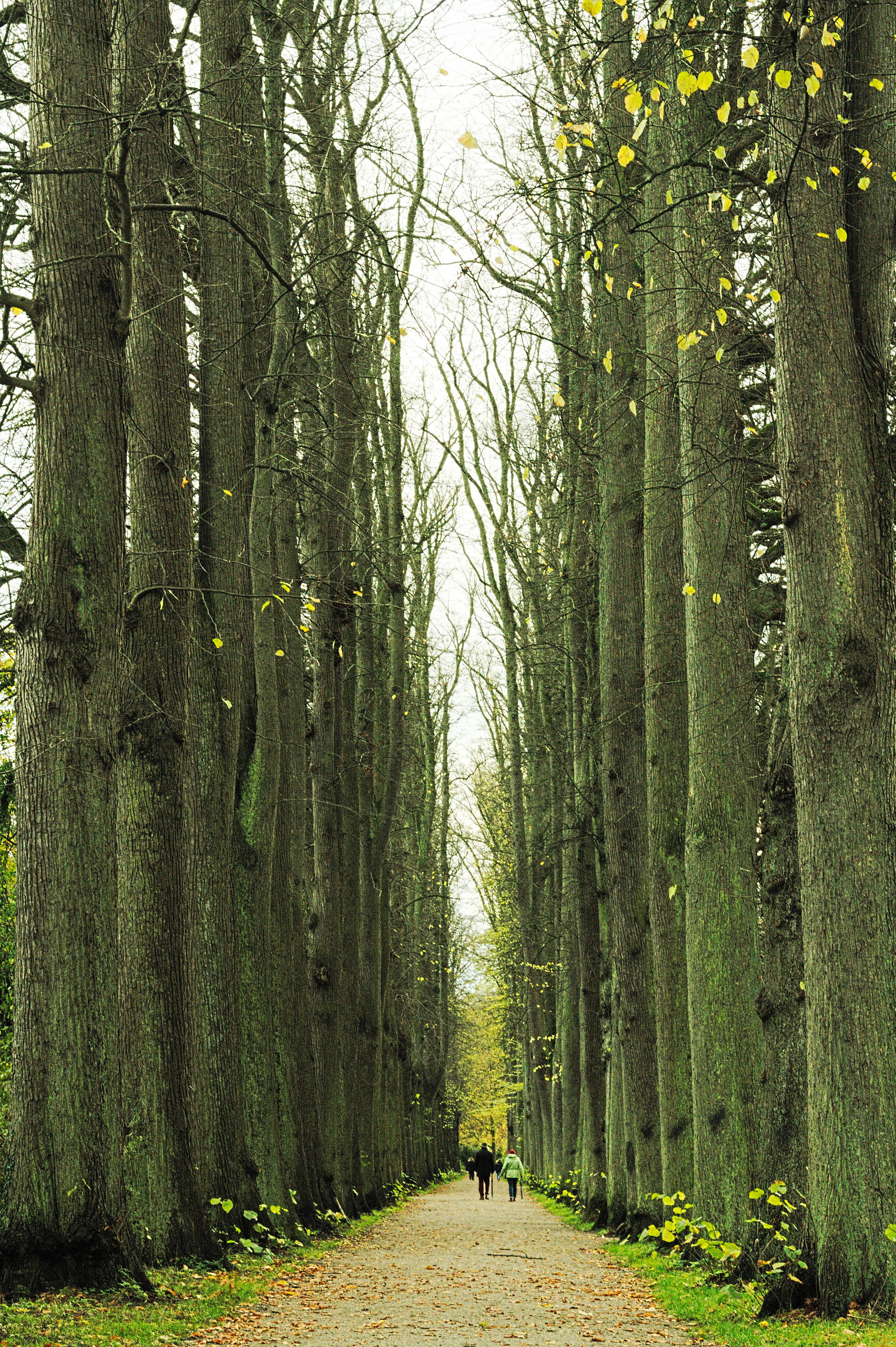
Lindenallee im Schlossgarten Eutin

Im Schlossgarten sind mehrere unterschiedliche Partien vereint. Direkt am Schloss und in südlicher Richtung vom Schloss befindet sich der Zentrale Schlossgarten. Durch ihn verläuft die Lindenallee, an deren südlichem Ende die Statue der Göttin der Blumen Flora steht. Die Partie der Ländlichen Gegend an der Schlossbucht wird durch den Philosophischen Gang erschlossen. In der Mitte des Schlossparks befindet sich der Küchengarten, ausgehend von der barocken Orangerie zur Aufbewahrung der Orangenpflanzen und dem Neuholländerhaus zur Aufbewahrung der tropischen Pflanzen aus Neuholland. Im äußersten Süden schließt sich der Tempelgarten an mit der Aha-Mauer, einer 1,50 Meter hohen Feldsteinmauer mit freier Sicht auf die angrenzenden Felder. Eine Wegmarke ist der Monopteros Sonnentempel.

### Schlossplatz

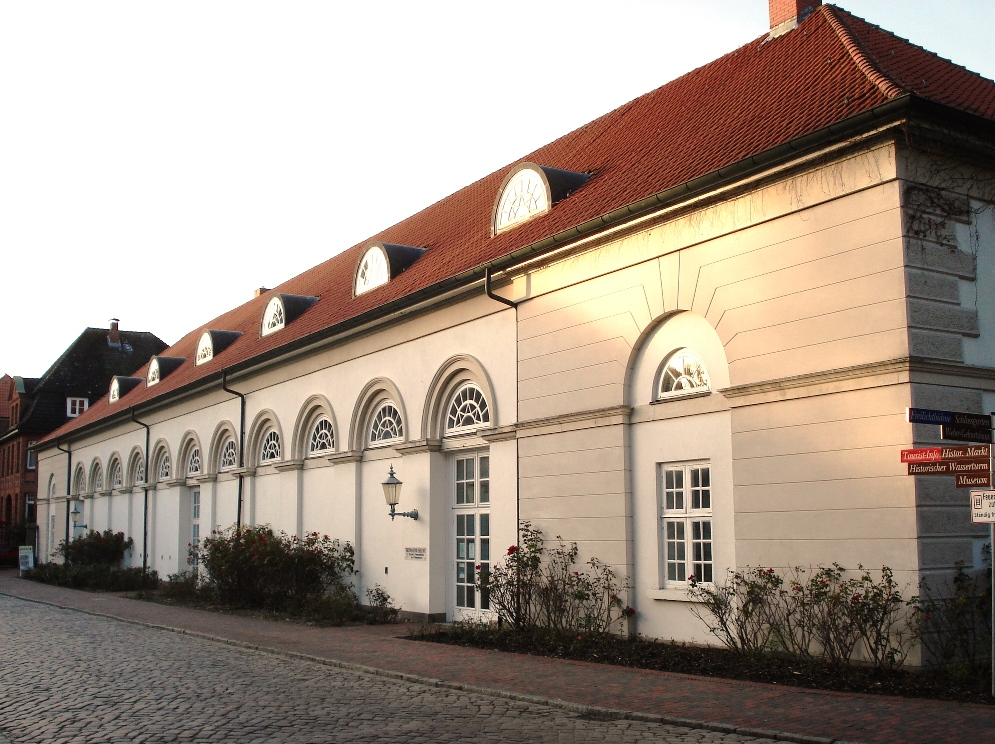
Ehemaliger Marstall, heute Gebäude des Ostholstein-Museums

Dem Westflügel des Schlosses ist der mit klassizistischen Bauten umsäumte Schlossplatz vorgelagert. Die ersten Pläne zur Umgestaltung der einstigen Vorburg in einen offenen Platz wurden Ende des 18. Jahrhunderts durch den Eutiner Hofbaumeister Peter Richter vorgelegt. Die von ihm entworfene, großzügige Anlage wurde nicht verwirklicht. Die Bauten, wie sich heute darstellen, stammen aus dem ersten Drittel des 19. Jahrhunderts und wurden weitgehend durch J. F. Limpricht geplant.
Die einstige Remise und der frühere Marstall stammen von 1829 bis 1830, sie sind als langgezogene, sich gegenüberstehende Bauten mit flachem Walmdach ausgeführt und haben heute die Kreisbibliothek und das Ostholstein-Museum aufgenommen. Mittig beherrscht wird der Platz durch das Kavaliershaus von 1836. Der zweistöckige Bau wurde als neunachsiges Palais konzipiert und beinhaltet heute die Eutiner Landesbibliothek.

### Jagdpavillon
Zum Eutiner Schloss gehört außerdem, gewissermaßen als Dependance, ein kleines, spätbarockes Jagdschlösschen am Ukleisee. Der Bau wurde 1776 im Auftrag Friedrich August I. in einiger Entfernung zum Hauptschloss als einstöckiges Lusthaus für Jagd- und Festgesellschaften errichtet.

## Nachweise
1. ↑  Stiftung Schloss Eutin (Hrsg.): Die klangvolle Welt des Horns. Sammlung Uwe Bartels und Manfred Hein. Flyer, ca. 2017.
2. ↑  Henrike Schwarz: Zur Wiederherstellung der Ländlichen Gegend im Eutiner Schlossgarten. In: Denkmal. Zeitschrift für Denkmalpflege in Schleswig-Holstein. 10/2003, ISSN 0946-4549, S. 61–65.
3. ↑  Bernd Schröder: Glanzvolle Eröffnung der neuen Tribüne auf www.eutiner-festspiele.de, abgerufen am 7. Juli 2024.
4. ↑  Geschichte des Schlosses auf eutin.de
5. ↑  Hans u. Doris Maresch: Schleswig-Holsteins Schlösser, Herrenhäuser und Palais. Husum Verlag, Husum 2006, S. 60.
6. ↑  Dehio: Handbuch der Deutschen Kunstdenkmäler Hamburg, Schleswig-Holstein. Deutscher Kunstverlag, München 1994, S. 232–234.
7. ↑  Dehio: Handbuch der Deutschen Kunstdenkmäler Hamburg, Schleswig-Holstein. Deutscher Kunstverlag, München 1994, S. 233, 234.
8. ↑  Frank Trende: Historische Orte in Schleswig-Holstein erzählen Geschichte. Verlag Boyens, 2004, S. 66.
9. ↑  Informationen zur Schlossgeschichte auf eutin.de
10. ↑  Artikel zum 750jährigen Stadtjubiläum im Hamburger Abendblatt
11. ↑  Informationen zur Stadt auf ndr.de (Memento vom 18. Dezember 2004 im Internet Archive)
12. ↑  Hans u. Doris Maresch: Schleswig-Holsteins Schlösser, Herrenhäuser und Palais. Husum Verlag, Husum 2006, S. 61.
13. ↑  stranddorf.de, private Homepage über das Schloss (Memento vom 11. Oktober 2006 im Internet Archive)
14. ↑  Satzung der Stiftung Schloss Eutin, Fassung von 2023, abgerufen am 28. Oktober 2023
15. ↑  Leitbild der Stiftung Schloss Eutin, abgerufen am 28. Oktober 2023
16. ↑  Rede des schleswig-holsteinischen Ministerpräsidenten Carstensen anlässlich der Wiedereröffnung (Seite nicht mehr abrufbar, festgestellt im Januar 2020. Suche in Webarchiven)
17. ↑  Dehio: Handbuch der Deutschen Kunstdenkmäler Hamburg, Schleswig-Holstein. Deutscher Kunstverlag, München 1994, S. 234.
18. ↑  Heiko K. L. Schulze: Der Raub der Europa – Zur Ikonografie des Deckengemäldes und der gemalten Erdteildarstellungen im Europasaal des Eutiner Schlosses. In: Denkmal. Zeitschrift für Denkmalpflege in Schleswig-Holstein. 6/1999, ISSN 0946-4549, S. 26–34.
19. ↑  Ulrike Schillmeier: Theodor Allers – ein Barockbildhauer in Schleswig-Holstein-Gottorf von 1684–1704. Kiel 1989, S. 66
20. ↑  Verzeichniss der im Großherzoglichen Schlosse zu Eutin befindlichen Portraits. Oldenburg 1860.
21. ↑  Diether Rudloff: Die Porträtsammlung des Eutiner Schlosses. In: Nordelbingen. 25 (1957), S. 164–193.
22. ↑  Siehe Susanne Petersen: Die Welt zu Gast in Schloss Eutin am Beispiel der Porträtgemäldesammlung im 17. und frühen 18. Jahrhundert. In: Oliver Auge, Anke Scharrenberg (Hrsg.): Eutin im Barock: Kunst und Kultur am fürstbischöflichen Hof des 17. Jahrhunderts (= Eutiner Forschungen. Bd. 16). 2021, ISBN 978-3-529-06540-8, S. 83–112.
23. ↑  Siehe dazu Karl Heinz Marquardt: Zacharias und Elisabeth im Schloß Eutin, abgerufen am 28. Oktober 2023.
24. ↑  G. Thietje: Umfassendes Projekt die Entwicklung des Eutiner Parks behandelnd; hier der frühbarocke Garten
25. ↑  Gisela Thietje: Eutin. In: Adrian von Buttlar, Margita Marion Meyer (Hrsg.): Historische Gärten in Schleswig-Holstein. 2. Aufl. Boyens, Heide 1998, ISBN 3-8042-0790-1, S. 216.
26. ↑  Kunsthistorische Entwicklung des Eutiner Barockgartens
27. ↑  Margita Marion Meyer: Orangerie- und Gewächshauskultur in Eutin – Neues zur Baugeschichte. In: Denkmal. Zeitschrift für Denkmalpflege in Schleswig-Holstein. 14/2007, ISSN 0946-4549, S. 122.
28. ↑  Kristin Püttman: Exzellente Entwürfe auf europäischem Niveau – Das Wettbewerbsverfahren zur Revitalisierung des historischen Küchengartens im Eutiner Schlossgarten. In: Denkmal. Zeitschrift für Denkmalpflege in Schleswig-Holstein. 14/2007, ISSN 0946-4549, S. 69–74.
29. ↑  Margita Marion Meyer: Walled Kitchen Gardens – Erstes Eutiner Küchengartenkolloquium. In: Denkmal. Zeitschrift für Denkmalpflege in Schleswig-Holstein. 15/2008, ISSN 0946-4549, S. 103; sowie Margita Marion Meyer: Walled Kitchen Gardens – Zweites Eutiner Küchengartenkolloquium. In: Denkmal. Zeitschrift für Denkmalpflege in Schleswig-Holstein. 18/2011, ISSN 0946-4549, S. 111.
30. ↑  Küchengarten | Schloss Eutin. Stiftung Schloss Eutin, abgerufen am 30. August 2022 (deutsch).
31. ↑  Küchengarten Schloss Eutin. Naturpark Holsteinische Schweiz e. V., abgerufen am 30. August 2022.
32. ↑  Birgid Löffler-Dreyer: Zur Restaurierung und Wiederaufstellung der Flora aus dem Eutiner Schlossgarten. In: Denkmal. Zeitschrift für Denkmalpflege in Schleswig-Holstein. 5/1998, ISSN 0946-4549, S. 49–52.
33. ↑  Michael Paarmann: Eutiner „Sonnentempel“ im Bestand gesichert. In: Denkmal. Zeitschrift für Denkmalpflege in Schleswig-Holstein. 19/2012, ISSN 0946-4549, S. 157.
34. ↑  Margita Marion Meyer: Zwei neue Brücken für den Eutiner Schlossgarten. In: Denkmal. Zeitschrift für Denkmalpflege in Schleswig-Holstein. 18/2011, ISSN 0946-4549, S. 112.
35. ↑  Hartwig Barg: Die Wasserkunst des Eutiner Schlossgartens. In: Denkmal. Zeitschrift für Denkmalpflege in Schleswig-Holstein. 4/1997, ISSN 0946-4549, S. 82–86.
36. ↑  Kunsthistorische Entwicklung des Landschaftsgartens
37. ↑  Landesamt für Denkmalpflege (Hrsg.): Gartendenkmalpflegerische Grundlagenuntersuchung zum Schloßgarten Eutin (= Mitteilungen zur Denkmalpflege, Bd. 1). Kiel 1996.
38. ↑  Landesamt für Denkmalpflege Schleswig-Holstein (Hrsg.): Schlossgarten Eutin. Natur und Kunst vereint. Faltblatt, Carius Druck, Kiel März 2016.
39. ↑  Achtung: Die Datenbasis hat sich geändert; bitte Ergebnis überprüfen und SBB=1 setzen

Koordinaten: 54° 8′ 15″ N, 10° 37′ 13″ O

## Weblinks

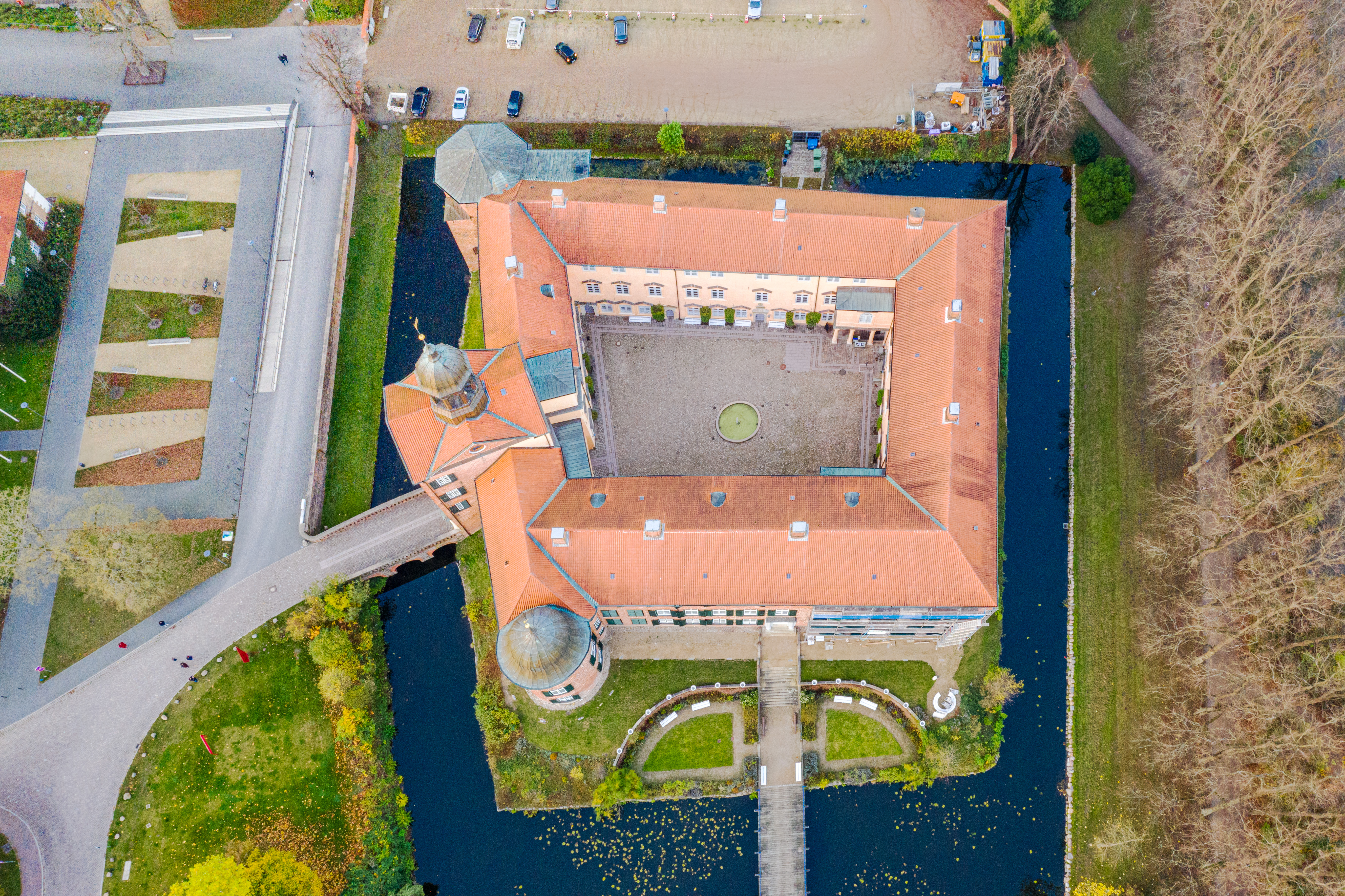
Luftbild des Ensembles